# Náměstí Barikád
Náměstí Barikád je náměstí na Žižkově v Praze 3, jehož název připomíná barikády postavené za květnového povstání v roce 1945 (jen na Žižkově jich bylo 181).

## Popis a historie
Od svého založení v roce 1904 náměstí neslo pojmenování Perštýnovo, tím se připomínal moravský šlechtický rod pánů z Perštejna, kteří se v době husitství postavili na stranu kališníků. Svůj dnešní název náměstí Barikád získalo v roce 1952 podle barikád, které v jeho okolí vyrostly za pražského povstání v květnu 1945.
Náměstí leží trochu stranou od frekventovanějších částí Žižkova, na velmi mírném svahu. Má tvar obdélníku o rozměrech asi 100 × 75 m a je ohraničeno čtyřmi ulicemi. Níže položenou delší stranou na severoseverozápadě prochází Roháčova ulice, z níž vede severně ke Hartigově ulici krátká Černínova ulice. Další ulice ohraničující náměstí jsou pak ve směru hodinových ručiček Koldínova, Žerotínova a Tovačovského.  

### Význačné objekty

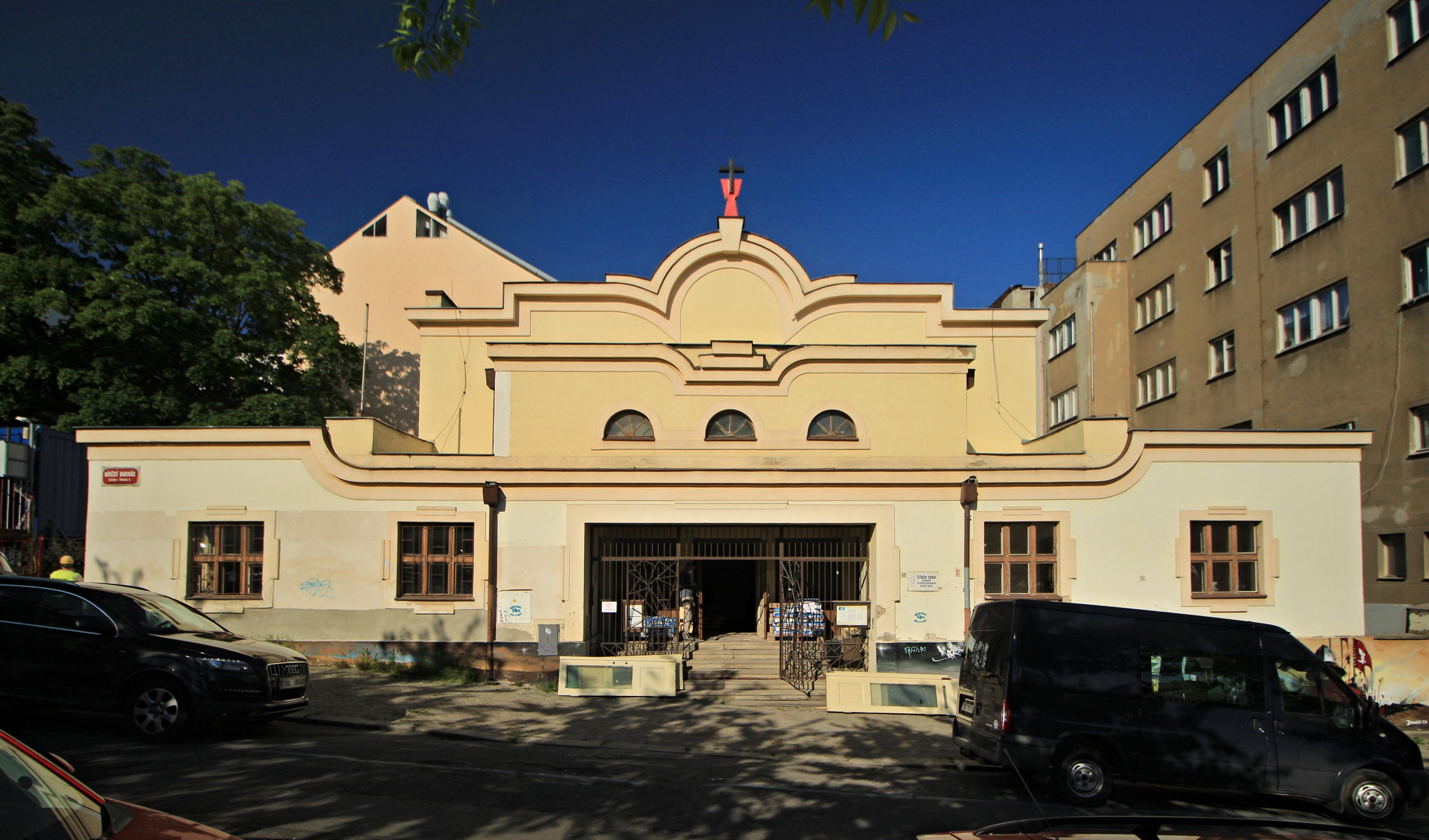
Husův sbor Jana Žižky

V Žerotínově ulici jsou na západní části náměstí dvě školní budovy: základní a mateřská škola (vchod z náměstí) a na rohu Střední odborná škola podnikatelská (vchod v Koldínově).
V Tovačovského ulici nelze přehlédnout budovu modlitebny Žižkova sboru, která patří Církvi československé husitské. Byla postavena podle projektu architekta Františka Kaliby v letech 1923–1925 a působí v ní Komunitní centrum na Žižkově (označované jako „Žižkostel“). Jeho součástí je i komunitní zahrádka „Meduňka“ vlevo nad modlitebnou. Vpravo pod modlitebnou na rohu Roháčovy ulice je šestipodlažní moderní budova, ve které sídlí vyšší odborná škola Husův institut teologických studií. 
Ostatní budovy kolem náměstí jsou činžovní domy. Samotná plocha náměstí je parkově upravená a v letech 2013–2018 prošla výraznou rekonstrukcí podle historické podoby parku zanesené v katastrální mapě. Byla obnovena i obvodová alej kolem náměstí. V říjnu 1968 zde byla vysazena Lípa republiky, která byla roku 2021 vyhlášena Významným stromem.
Nedaleko se pak nachází římskokatolický kostel sv. Anny ve stylu beuronské secese s vedlejší budovou bývalého kláštera karmelitánů, v níž byla v roce 1923 zřízena fara a původně klášterní prostory byly adaptovány na byty.